# 贝尔纳多特王朝
贝尔纳多特王朝（瑞典語：Ätten Bernadotte）是自1818年開始統治瑞典至今的王朝，在1818年至1905年間更同時統治挪威。
贝尔纳多特王朝来自法国波城，該王朝開國君主卡尔·约翰·巴蒂斯特·贝尔纳多特原本是法軍元帥。1810年在瑞典國會的邀請之下，來到瑞典被國王卡爾十三世收為養子並成為王储。1818年卡爾十三世崩逝，伯納多特登基為新王，取王號為卡爾十四世·約翰，開啟了伯納多特王朝的統治。1950年，王位傳至古斯塔夫六世·阿道夫時，因古斯塔夫六世·阿道夫的母親是瓦薩王朝古斯塔夫四世的後代，故贝尔納多特王朝也因而注入了瓦薩王朝的血液。贝尔纳多特王朝与当下欧洲所有在位的王室都有血緣關係，特别是来自德国的格吕克斯堡王朝和拿骚王朝。

## 緣起
1809年結束的芬蘭戰爭，使瑞典失卻芬蘭大公國于俄羅斯帝國，對瑞典國王古斯塔夫四世·阿道夫的民怨最終導致政變。政變過後，國王的叔父被立為國王，是為卡爾十三世。但卡爾十三世無可繼承王位的子嗣。瑞典的四級議會（Ståndsriksdagen）四處為國王尋找繼承人。最初國會在1810年擁立了丹麥駐挪威的總督，奧古斯登堡親王克里斯蒂安·奧古斯特（Christian August of Augustenborg）為瑞典王儲，但在當年5月28日，克里斯蒂安親王便中風而崩。
時年正值法皇拿破崙一世稱雄於歐陸，更扶植多個傀儡政權，拿破崙皇帝讓自己的兄弟、親友成為那些王國的君主，以穩定統治。瑞典國會因此認為，選出一個拿破崙能接受的人選，才是務實的做法。1810年8月21日，瑞典國會通過決議，邀請法蘭西帝國元帥，让-巴蒂斯特·贝尔纳多特到瑞典，成為瑞典國王的義子，並擔任王儲。
让-巴蒂斯特·贝尔纳多特出生於法國南部的波城，在法國大革命期間冒升至法軍將領的行列。1798年贝尔纳多特迎娶了拿破崙兄長約瑟夫的妻妹，同時也是拿破崙的前女友戴茜蕾·克蕾（Désirée Clary）。1804年，伯納多特獲拿破崙授與法蘭西元帥稱號。不過拿破崙很快為此決定而後悔，因伯納多特在奧爾斯泰特會戰（Battle of Auerstaedt）違抗軍令，拒絕執行拿破崙下達的攻擊令。不過由於與拿破崙的裙帶關係，伯納多特沒有受到軍法審判，更於1806年6月5日，獲晉封「蓬泰科爾沃親王」（prince de Pontecorvo），封邑位於意大利南部。
伯納多特在瑞典大臣莫爾奈的運作下，1810年被無子嗣的瑞典卡爾十三世國王收為養子，並立為瑞典太子，在瑞典監國。1818年，卡爾十三世駕崩，贝尔纳多特繼承大寶，是為瑞典國王「卡爾十四世·約翰」，開啟了瑞典的贝尔纳多特王朝。時至今日，瑞典依然在該王朝的治下。

## 挪威國王
1814年，隨著拿破崙的敗退，親拿破崙的丹麥也在戰線上節節敗退，因此被迫與反法同盟的成員瑞典簽署《1814基爾條約》，將挪威割與瑞典。但挪威民眾得知相關訊息，反而在同年4月召開國會制憲，5月17日宣布獨立，立時拥戴在挪威任總督的丹麥王太子克里斯蒂安·弗雷德里克為挪威國王。
瑞典因此發動對挪威戰爭，很快便以壓倒性優勢占領挪威。克里斯蒂安·弗雷德里克被迫退位並交出政權。挪威選舉瑞典國王卡爾十三世為國王，是為挪威國王卡爾二世。自此，瑞典-挪威成為共主邦聯。1818年，卡爾十三世駕崩，贝尔纳多特繼承瑞典大統，同時繼承挪威王位，開啟了贝尔纳多特對挪威的統治。
但共主邦聯並不能維持很久，由於瑞典的保守主義、貿易保護主義政策和挪威傾向自由主義的民意漸行漸遠，再加上瑞典親德的態度和挪威人親英的傳統，令兩國的共主邦聯愈催鬆散，挪威獨立運動日催復興。1905年，瑞典-挪威國王奧斯卡二世否決了挪威國會提交的法案，阻止挪威政府成立自己的外交使節團隊，導致挪威內閣總辭，奧斯卡二世被迫宣布無法組閣，引爆一場憲政危機。導致同年6月7日，挪威國會一致通過決議，奧斯卡二世無法行使挪威國王的職權。瑞典最終提出結束共主邦聯的條件，包括挪威需就此議題舉行公投。
同年8月13日，挪威八成五的選民參與相關公投，當中99.95%支持解散瑞典-挪威之間的共主邦聯。在此期間，挪威國會一直希望，奧斯卡二世能允許他的某一位孩子出任挪威國王。但奧斯卡二世在10月26日宣布自己和其子嗣放棄對挪威王位的繼承權。此舉結束了贝尔纳多特王室對挪威不足百年的統治。挪威議會選出了丹麦国王腓特烈八世與皇后瑞典的路易絲的次子卡尔繼位，是為哈康七世。

## 君主列表
| 肖像                                         | 稱號 | 統治始於       | 統治終於       |
| -------------------------------------------- | --- | -------------- | -------------- |
|                                              | 瑞典國王卡尔十四世·约翰 Karl XIV Johan, Kung av Sverige 挪威國王卡爾三世·约翰 Karl III Johan, Konge av Norge | 1818年2月5日   | 1844年3月8日   |
|                                              | 瑞典及挪威國王奥斯卡一世 Oscar I, Kung av Sverige och Norge Oscar I, Konge av Sverige og Norge               | 1844年3月8日   | 1859年7月8日   |
|                                              | 瑞典國王卡尔十五世 Karl XV, Kung av Sverige 挪威國王卡爾四世 Karl IV, Konge av Norge                         | 1859年7月8日   | 1872年9月18日  |
|                                              | 瑞典及挪威國王奥斯卡二世 Oscar II, Kung av Sverige och Norge Oscar II, Konge av Sverige og Norge             | 1872年9月18日  | 1905年10月26日 |
| 瑞典國王奥斯卡二世 Oscar II, Kung av Sverige | 1905年10月26日                                                                                               | 1907年12月8日  |                |
|                                              | 瑞典國王古斯塔夫五世 Gustaf V, Kung av Sverige                                                               | 1907年12月8日  | 1950年10月29日 |
|                                              | 瑞典國王古斯塔夫六世·阿道夫 Gustaf VI Adolf, Kung av Sverige                                                 | 1950年10月29日 | 1973年9月15日  |
|                                              | 瑞典國王卡尔十六世·古斯塔夫 Carl XVI Gustaf, Kung av Sverige                                                 | 1973年9月15日  | 至今           |